# Куммер, Фердинанд фон
Рудольф Фердинанд фон Куммер (нем. Rudolf Ferdinand von Kummer, 1816—1900) — прусский генерал, губернатор Кёльна.
Родился 11 апреля 1816 года в Шелеево под Познанью.
На военную службу вступил вольноопределяющимся в 1834 году в 18-й пехотный полк и в 1835 году был произведён в первый офицерский чин. В 1848 году он был произведён в капитаны и назначен штаб-офицером, принимал участие в подавлении польского восстания в Познани. По окончании этой кампании он был назначен в комиссию по реорганизации провинции Позен.
После производства в 1855 году в майоры Куммер был назначен начальником штаба 10-й пехотной дивизии. Несколько позже он был переведён в гвардию. В 1860 году получил чин подполковника и назначен на должность начальника штаба от 1-го армейского корпуса, квартировавшего в Кёнигсберге, но на этой должности находился недолго, поскольку вскоре вернулся в гвардию и в 1861 году получил чин полковника.
С 1864 года Куммер командовал 37-м пехотным полком. В следующем году он был произведён в генерал-майоры и назначен начальником 25-й пехотной бригады в Мюнстере. Во главе этой Куммер принял участие в австро-прусской войне и отличился в битве при Ашаффенбурге.
В 1868 году Куммер, с производством в генерал-лейтенанты, был назначен инспектором войск в Майнце.
10 августа 1870 года Куммер получил в командование 3-ю резервную дивизию, с которой он находился при осаде Меца вплоть до капитуляции армии Базена. Под Мецем он отличился в нескольких сражениях, причём в битвах при Нуасвиле и Бельвю его отряд выдержал главный натиск французов.
После падения Меца Куммер был назначен комендантом этой крепости. Затем он был назначен командиром 15-й пехотной дивизии 8-го армейского корпуса и сражался на севере Франции. Здесь он участвовал в сражениях при Амьене, Галлю и особенно проявил себя в битве при Бапоме. также он участвовал в сражении при Сент-Квинтине.
В октябре 1873 года Куммер был назначен генерал-губернатором Кёльна. В январе 1875 года он был освобождён от занимаемой должности и в 1877 году вышел в отставку.
Скончался 13 мая 1900 года в Ганновере.

## Награды
Королевство Пруссия:
- Орден Красного орла 4-го класса с мечами (1849) [2]
- Орден «Pour le Mérite» (20 сентября 1866); дубовые листья к ордену (1871)[3]
- Орден Красного орла 2-го класса со звездой, дубовыми листьями и мечами (1871)[2]
- Орден Красного орла большой крест с дубовыми листьями и мечами на кольце (9 января 1877)[2]